# Phyllophaga parilis
Phyllophaga parilis är en skalbaggsart som beskrevs av Bates 1888. Phyllophaga parilis ingår i släktet Phyllophaga och familjen Melolonthidae. Inga underarter finns listade i Catalogue of Life.